# The Haunting
The Haunting är en amerikansk skräckfilm från 1999 i regi av Jan de Bont.

## Handling
Eleanor (Lili Taylor), Theo (Catherine Zeta-Jones) och Luke (Owen Wilson) lockas att deltaga i en sömnstudie i huset "Hill House" där doktor David Marrow (Liam Neeson) säger att han vill undersöka sömnlöshet. Det gifta par som tar hand om huset, Mr och Mrs Dudley (Bruce Dern respektive Marian Seldes) beter sig mystiskt och buttert och berättar att de inte stannar i huset efter mörkrets inbrott. När väl experimentet startar inser deltagarna att studien har helt andra syften än att kartlägga sömnproblem - Marrow vill undersöka hur människor reagerar under stress och skräck, och berättar för Luke (som Marrow vet sannolikt kommer att sprida historien vidare) om den tyranniske textilindustrimagnaten Hugh Crain (Charles Gunning) som tidigare bodde i huset och dennes hustru vars alla barn hon och Hugh ville fylla huset med avlider vid födseln.
Nell och Theo börjar varsebli mystiska och hotfulla fenomen, och Luke dör då han förlorar huvudet.

## Om filmen
The Haunting är regisserad av Jan de Bont efter manus av David Self, baserat på Shirley Jacksons roman The Haunting of Hill House. Filmen är en nyinspelning av Det spökar på Hill House från 1963. 
Filmen jämförs och förväxlas ofta med Ondskans hus (1999), som är en nyinspelning av Skriet vid midnatt (House on Haunted Hill) från 1959.

### Tagline
- Some Houses Are Born Bad.

## Rollista (urval)
| Lili Taylor          | – Eleanor 'Nell' Vance |
| Liam Neeson          | – Dr. David Marrow     |
| Catherine Zeta-Jones | – Theo                 |
| Owen Wilson          | – Luke Sanderson       |
| Bruce Dern           | – Mr. Dudley           |
| Marian Seldes        | – Mrs. Dudley          |
| Alix Koromzay        | – Mary Lambetta        |
| Todd Field           | – Todd Hackett         |
| Virginia Madsen      | – Jane                 |